# Bucy-le-Roi
Bucy-le-Roi ist eine französische Gemeinde mit 177 Einwohnern (Stand: 1. Januar 2022) im Département Loiret in der Region Centre-Val de Loire. Sie gehört zum Arrondissement Orléans und zum Kanton Meung-sur-Loire. 

## Geographie und Verkehr
Bucy-le-Roi liegt etwa 18 Kilometer nördlich von Orléans. Umgeben wird Bucy-le-Roi von den Nachbargemeinden Artenay im Norden und Westen, Trinay im Norden und Nordosten, Saint-Lyé-la-Forêt im Osten und Südosten sowie Chevilly im Süden und Südwesten.

## Einwohnerentwicklung
| 1962                       | 1968 | 1975 | 1982 | 1990 | 1999 | 2006 | 2018 |
| -------------------------- | ---- | ---- | ---- | ---- | ---- | ---- | ---- |
| 165                        | 137  | 136  | 127  | 156  | 177  | 185  | 174  |
| Quellen: Cassini und INSEE |      |      |      |      |      |      |      |